# Jean Ruiz (rugby à XIII)
Pour les articles homonymes, voir Ruiz et Jean Ruiz.
Pas d'image ? Cliquez ici

a Compétitions nationales et continentales officielles uniquement.

b Matchs officiels uniquement.
Jean Ruiz, né le 24 juin 1964, est un joueur de rugby à XIII dans les années 1980 et 1990. Il occupe le poste de pilier.
Formé au rugby à XV, il fait sa carrière en rugby à XIII et joue pour les clubs de Saint-Estève et du XIII Catalan à la fin des années 1980 et début 1990. Il remporte notamment le titre du Championnat de France en 1990 avec Saint-Estève.
Fort de ses performances en club, il est sélectionné à deux reprises en équipe de France le 27 juin 1990 affrontant l'Australie à travers la tournée 1990, puis la Russie le 27 octobre 1991.

## Palmarès
- Collectif :
  - Vainqueur du Championnat de France : 1990 (Saint-Estève).
  - Finaliste du Championnat de France : 1993 (XIII Catalan).
  - Finaliste de la Coupe de France : 1990 (Saint-Estève) et 1993 (XIII Catalan).

### Détails en sélection
| 1. | 27 juin 1990    | Australie | 2-34 | Test-match | Remplaçant | - | - | - | - |
| 2. | 27 octobre 1991 | Russie    | 26-6 | Test-match | Pilier     | - | - | - | - |